# Yuki Omoto
Yuki Omoto (大本 祐槻 Omoto Yuki?), född 24 september 1994 i Shiga prefektur, är en japansk fotbollsspelare.
Omoto började sin karriär 2017 i FC Gifu. Han spelade 42 ligamatcher för klubben. Efter FC Gifu spelade han för Tokushima Vortis och V-Varen Nagasaki.